# Gea Happel Amigos Zoersel (piłka siatkowa kobiet)
Gea Happel Amigos Zoersel – żeński klub piłki siatkowej z Belgii. Swoją siedzibę ma w Zoersel. Został założony w 1997.